# 顧悌
顧 悌（こ てい、生没年不詳）は、中国三国時代の呉の人物。字は子通。揚州呉郡呉県（現在の蘇州市）の出身。子は顧彦・顧礼・顧謙・顧秘。同族に顧雍がいる。

## 経歴
孝悌廉正な性格であるとして、故郷に聞こえていた。十五歳で郡吏となり、郎中の官を授かった。その後、偏将軍に遷った。二宮事件では、顧悌がよく朱拠と共に様々な進言をしたため、朝廷はこれを憚り称えた。
妻と接するのも礼に則った。いつも夜遅く部屋に入り、明け方には起床したため、妻は彼の顔を見る事がほとんどなかった。一度だけ、顧悌の病気が重くなったことがあったため、妻が見舞ったところ、顧悌は世話している者に命じて自らの体を起こさせ、頭巾を被り寝間着の上に衣服を羽織って立ち上がって対面し、妻に心配せず帰るよう促した。当時これらの行ないは、立派な夫の振る舞いとして定義されていた。
顧悌は孝行者であった。以下にそれを示す話がある。
顧悌は、父から手紙が送られてくるごとに、常に掃除して衣服を整え、改めて机と筵を設けた。机の上に手紙を広げ、拝跪してこれを読み一句ごとに応諾し、読み終えるとまた再拝した。その後、手紙を見て父が病気になったことを知って涙を流した。また父が死んだ後、五日間も水を飲まなかったという。孫権は顧悌の体調を心配していて、布の衣を作って喪服を脱するように命じたが、常に、壁へ棺柩の絵を描いてその下に神座を設け、対面するごとに哭泣した。服喪期間がまだ終わらない内に死去してしまった。